# Яхини, Абрахам
Абрахам ха-Яхини (ивр. אברהם יכיני ‎) — константинопольский раввин XVII века, один из наиболее активных сторонников Шабтая Цви.
Сын Петахии из Константинополя. Родился, предположительно, 8 сентября 1611 (по другим сведениям 1617). Учился каббале у Йозефа ди-Трани и Мордехая из Германии.
Когда Шабтай Цви прибыл в Константинополь в 1653, Яхини вёл с ним долгие беседы и оказал ему поддержку. Он поддержал его также в его мессианских притязаниях, и, обладая непревзойдёнными ораторскими способностями, способствовал признанию Шабтая Цви в Константинополе в 1665 году.
По мнению Саспортаса, наиболее упорного борца с саббатианством, именно Абрахам Яхини передал Шабтаю Цви книгу, написанную архаичными буквами, в которой содержалось пророчество о приходе Шабтая как Мессии. Глава, называющаяся «Великая мудрость Соломона», начиналась со слов
Я, И я Авраам, после того как уединялся в течение целого года, предавался созерцанию великого крокодила, наполняющего собою реку Египетскую, и размышлял, когда наступит чудесный конец, и я услышал голос моего друга: и родится сын y Мордехая Цеви, в 5386 г. (1626), и назовут его Саббатай Цеви, и он победит великого крокодила и лишит силы змею лютую. Он и есть истинный мессия. Воевать он будет не силою рук человеческих, пока не вознесется река. Его царство будет вечным, и кроме него нет избавителя y Израиля. Встань на ноги и услышь про силу сего человека, хотя он с виду слабый и исхудалый. Он любим мною, он мил мне... и он будет восседать на престоле моем". Затем следует туманно-запутанный фантастический рассказ ο появившемся маленьком карлике, вышиной в локоть, который перевернул с корнем гору гигантскую, что должно было воочию показать, что не в материальном могуществе сила. Заканчивается это пророчество так: "И этот человек, ο котором я говорил тебе, будет много трудиться над познанием Бога, и ο нем пророчествовал Хабаккук
Исследователи полагают, что данный текст сфабрикован Яхини, который мастерски владел архаичным языком и мог вполне писать в апокалиптическом стиле. Однако некоторые считают, что текст составил Натан из Газы. Шабтай Цви очень ценил это свидетельство, а позднее в Смирне присвоил Яхини ранг короля в его будущей всемирной империи.
Яхини поддерживал Шабтая Цви, организовывал ему встречи, а когда он попал под арест в замке Абидос и добился принятия в раввинском совете Константинополя про-саббатианских решений.
Он принял в Константинополе двух высших польских раввинов, которых убедил в мессианстве Шабтая Цви.
Отречение Шабтая Цви прекратило его агитационную деятельность, но он остался верен Шабтаю и стал возглавлять саббатианскую общину в Константинополе. Продолжал вести активную переписку с Шабтаем Цви, Натаном из Газы, Кардозо, и помогал переписывать брошюры.
Умер предположительно в 1682 году.
Потеряв пост проповедника, он стал заниматься переписыванием старинных рукописей еврейских и караимских писателей для любителей древности. Крымчаки до сих пор упоминают его имя в заупокойной молитве в Йом-Киппур.

## Сочинения Яхини
Написал немало теоретических работ и генеалогических исследований.
- В 1665 в Константинополе вышла его книга «הוֹד מַלְכוּת» («Слава царствования»), состоящая из 150 глав, написанных языком псалмов.
- Книга проповедей «Eschel Abraham» («Дуб Авраамов»)
- комментарии к Тосефте «Tosefet Meruba» («Расширенная Тосефта»)
- В Лейденской библиотеке, в коллекции Вернера, сохранились ценные рукописи, переписанные рукой Яхини.
- Письмо его к Натану от 1673 г. опубликовано А. Эпштейном в REJ., 1893 г.